# Louis-Henri de Nassau-Dillenbourg
Louis-Henri de Nassau-Dillenbourg, (en allemand Ludwig Heinrich von Nassau-Dillenburg), né le 9 mai 1594 à Sarrebruck, décédé le 12 juillet 1662 à Dillenburg.
Il fut prince de Nassau-Dillenbourg.

## Famille
- Fils de Georges V de Nassau-Dillenbourg et de Anne de Nassau-Sarrebruck.

En 1615, Louis Henri de Nassau-Dillenbourg épousa Catherine de Sayn-Wittgenstein (1588-1651), (fille du comte Louis de Sayn-Wiitgenstein)
Douze enfants sont nés de cette union :
- Anne de Nassau-Dillenbourg (1616-1649), en 1638 elle épousa le comte Philippe von Wied (†1638), veuve elle épousa en 1646 le comte Christian von Sayn-Wittgenstein (†1675)

- Georges de Nassau-Dillenbourg, prince de Nassau-Dillenbourg

- Élisabeth de Nassau-Dillenbourg (1619-1665)

- Julienne de Nassau-Dillenbourg (1620-1622)

- Albert de Nassau-Dillenbourg (1621-1622)

- Catherine de Nassau-Dillenbourg (1622-1631)

- Louise de Nassau-Dillenbourg (1623-1665), en 1646 elle épousa le comte Jean zu Isemburg-Offenbach (†1685)

- Henri de Nassau-Dillenbourg (1626-1627)

- Madeleine de Nassau-Dillenbourg (1628-1663), en 1662 elle épousa le comte Christian zu Isemburg (†1664)

- Adolphe de Nassau-Dillenbourg (1629-1676), prince d'Orange-Schaumburg, en 1653 il épousa Charlotte von Holzappel (1640-1707), (sept enfants)

- Philippe de Nassau-Dillenbourg (1630-tué en 1657)

- Éléonore de Nassau-Dillenbourg (1632-1633)

Veuf, Louis-Henri de Nassau-Dillenbourg épousa en 1653 Élisabeth von Salm (1593-1656), (fille du comte Henri von Salm).

De nouveau veuf, Louis-Henri de Nassau-Dillenbourg épousa en 1656 Sophie de Nassau-Hadamar (†1658), (fille du prince Jean de Nassau-Hadamar)
Trois enfants sont nés de cette union :
- Auguste de Nassau-Dillenbourg (1657-1680)

- Charles de Nassau-Dillenbourg (1658-1659)

- Louis de Nassau-Dillenbourg (1658-1658)

Louis-Henri de Nassau-Dillenbourg appartient à la lignée de Nassau-Dillenbourg, cette cinquième branche est issue de la seconde branche de la Maison de Nassau. La lignée de Nassau-Dillenbourg appartient à la tige Ottonienne qui donna des stathouders à la Flandre, la Hollande, les Provinces-Unies, mais également un roi à l'Angleterre et l'Écosse en la personne de Guillaume III d'Orange-Nassau.